# Stanisław Jaksa Bykowski (1815–1895)
Stanisław Jaksa Bykowski (ur. w 1815 roku – zm. 9 marca 1895 roku) – porucznik Gwardii Narodowej w czasie Wiosny Ludów w 1848 roku, prezes Rady Powiatowej w Zaleszczykach, właściciel dóbr ziemskich.
Pochowany na Cmentarzu Sapieżyńskim w Stanisławowie.